# 穆格台菲
穆格台菲（阿拉伯语：‎，Al-Muqtafi，1096年3月9日—1160年3月11日），阿拔斯王朝的第三十一代哈里發。1096年3月9日出生，父亲是第二十八代哈里发穆斯塔齊爾，1136年8月17日继承侄子拉希德，成为哈里发。在位期間塞爾柱帝國內部的持續分裂和競爭為穆格台菲提供了復甦哈里發權威機會。1157年塞爾柱嘗試再次進攻巴格達失敗，塞爾柱蘇丹控制哈里發的時代宣告結束。穆格台菲於1160年3月12日去世，由儿子穆斯坦吉德即位。